# Résolution 327 du Conseil de sécurité des Nations unies
Membres permanents
- Chine
- États-Unis
- France
- Royaume-Uni
- URSS

Membres non permanents
- Australie
- Autriche
- Guinée
- Indonésie
- Inde
- Kenya
- Panama
- Pérou
- Soudan
- Yougoslavie

Résolution no 326 Résolution no 328
La résolution 327 du Conseil de sécurité des Nations unies est adoptée à 14 voix contre zéro lors de la 1 686e séance du Conseil de sécurité des Nations unies le 26 janvier 1973, a réaffirmé les résolutions précédentes sur le sujet de la Rhodésie et a félicité la Zambie pour sa décision d'appliquer immédiatement des sanctions. Le plan des Nations unies pour écraser le gouvernement de Rhodésie repose largement sur les sanctions. La Zambie a décidé d'appliquer les sanctions lorsque d'autres nations choisissent de ne pas le faire, malgré l'impact important que l'arrêt du commerce avec la Rhodésie aurait sur l'économie zambienne. Le Conseil a décidé d'envoyer la mission spéciale établie par la résolution 326 pour évaluer les besoins de la Zambie en matière de maintien d'autres formes de communication et de trafic, car la majeure partie de ce trafic avait transité par la Rhodésie dans le passé.
La résolution a été approuvée par 14 voix pour, tandis que l'Union soviétique s'est abstenue.

### Sources
- (en) Cet article est partiellement ou en totalité issu de l’article de Wikipédia en anglais intitulé « United Nations Security Council Resolution 327 » (voir la liste des auteurs).

### Texte
- Résolution 327 sur fr.wikisource.org
- Résolution 327 sur en.wikisource.org